# Jala, Hosanagara
Jala là một làng thuộc tehsil Hosanagara, huyện Shimoga, bang Karnataka, Ấn Độ.